# لارس لیز
لارس لیز (انگلیسی: Lars Leese؛ زادهٔ ۱۸ اوت ۱۹۶۹) بازیکن فوتبال اهل آلمان است.
از باشگاه‌هایی که در آن بازی کرده‌است می‌توان به باشگاه فوتبال بارنزلی، باشگاه فوتبال کلن، باشگاه فوتبال بایر ۰۴ لورکوزن، و باشگاه فوتبال بروسیا مونشن‌گلادباخ اشاره کرد.